# 奥尔特瑙

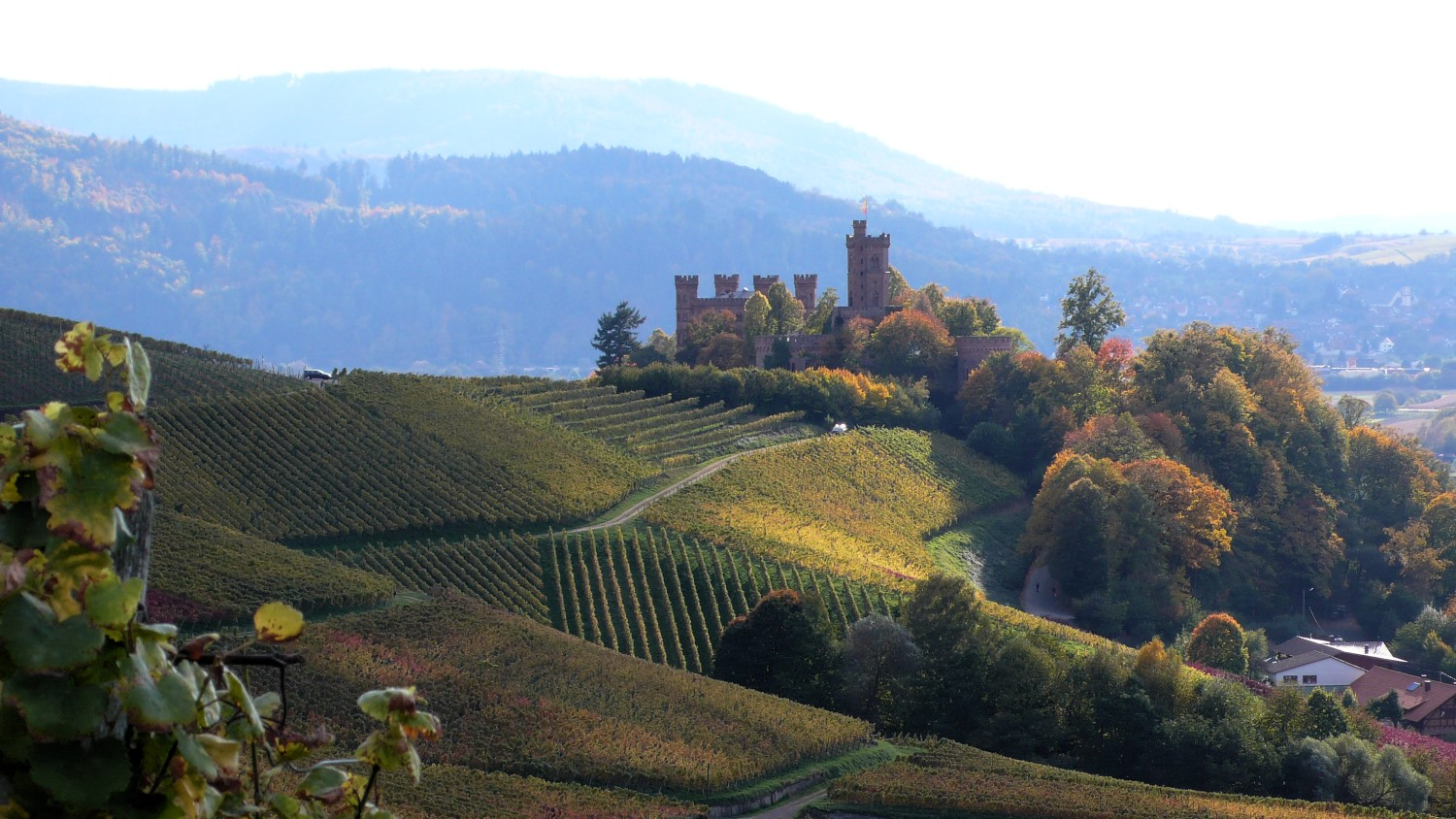

奧爾特瑙（發音：[ˈɔʁtənaʊ]）是德國西南部巴登-符騰堡邦的一個歷史地區，位於萊茵河右岸。在行政區劃上，奧爾特瑙大致相當於現在的奧爾特瑙縣。“奧爾特瑙”一名于763年首次被提及。1803年—1819年间，奧爾特瑙成為巴登的一部分。